# Embalse de Karún-1
El embalse de Karún-1, también conocido como embalse de  Shahid Abbaspour (en persa سد شهید عباسپور o کارون 1خوزستان سد ), se encuentra en el río Karún, en la provincia de Juzestán, en Irán, a 50 km al nordeste de Masjed Soleyman, capital del condado de su mismo nombre, a 210 km de Ahvaz, capital de Juzestán y a 410 km del delta del río Karún.
La presa es de arco de doble curvatura, tiene 200 m de altura desde sus cimientos en la roca y una longitud de 380 m entre las paredes de un desfiladero. Tiene una anchura de 36,5 m en la parte inferior y 6 m en la superior. El doble arco de volta forma parte de las presas construidas en lugares estrechos, ya que la curvatura hace que el peso del agua embalsada empuje la presa hacia los cimientos, de ahí que también se llame de arco-gravedad.  
La presa contiene dos estaciones hidroeléctricas, una se construyó en 1976 y la otra en 1995, aunque funcionan a pleno rendimiento desde 2004. Cada una contiene cuatro hidroturbinas conectadas a sendos generadores eléctricos de 250 MW para una producción combinada de 2000 MW.
El embalse discurre de sur a norte a lo largo de unos 50 km, adaptándose al relieve montañoso.

## EL proyecto  Karún
Este pantano forma parte de una serie de embalses que se empezaron a construir a mediados de los años 50 para controlar las inundaciones, distribuir el agua para el riego y sobre todo producir energía hidroeléctrica en el río Karún. El primero en construirse fue el embalse de Reza Shah el Grande, terminado en 1976, que después de la revolución islámica fue renombrado Shahid Abbaspour (Šahid ʿAbbāspur). Más tarde, con la construcción de otros tres embalses consecutivos en el mismo río, también recibió el nombre de Karún-1, mientras que los demás recibían los nombres de Karún-2 o Masjed Soleyman, con 2000 MW en 2007, Karún-3, con 2000 MW en 2005, y Karún-4, con 1020 MW en 2010.